# Mercat primari
El mercat primari o mercat d'emissió és aquell mercat financer on s'emeten valors negociables i, per tant, es transmeten els títols per primera vegada. Els mercats de valors es divideixen en mercats primaris i secundaris, separant la fase d'emissió de valors i la de la negociació posterior. S'anomena mercat primari quan els actius financers intercanviats són de nova creació, els oferents de títols al mercat són les entitats necessitades de recursos financers i que acudeixen a aquest mercat a emetre els seus títols, pel costat dels demandants es troben els inversors, que amb excedents de recursos financers acudeixen a aquests mercats a adquirir títols. Els títols són emesos al mercat primari que serveix per a la captació d'estalvi i que suposa, per tant, la captació de nou finançament i posteriorment els valors ja adquirits es negocien al mercat secundari que vindria a ser un mercat de segona mà o de revenda.
La posada d'accions al mercat primari suposa sempre una ampliació del capital social d'una empresa. Per contra, les accions del mercat secundari són títols valors ja existents a la societat que no suposen un augment del capital social.

## Exemple
Un exemple de mercat primari és una ampliació de capital d'una empresa que emet accions per un determinat valor. Posteriorment, aquestes accions podran ser transmeses a borsa que constitueix, per tant, un mercat secundari.

## Col·locació directa
A la venda directa els inversors adquireixen els títols sense participació d'entitats o intermediaris. Les emissions de valors al mercat primari pot ser una oferta pública de valors, adreçada a tot el públic o una col·locació privada, restringida a un grup concret d'inversors. En la col·locació privada es transmeten grans paquets d'accions o obligacions a inversors institucionals (bancs o empreses d'assegurances, fons d'inversió, fons de pensions entre d'altres) que inverteixen grans recursos en valors mobiliaris; té com a avantatge el que produeix menys despeses en publicitat i comissions, atorga més flexibilitat de negociació i també més rapidesa.

## Col·locació indirecta
La col·locació indirecta és la venda en què s'utilitzen els intermediaris financers per fer l'emissió. Els bancs d'inversió solen actuar com a intermediaris entre els emissors de títols i els subscriptors possibles. A l'emissió pot intervenir un banc o un conjunt que formin un sindicat, pot adoptar diverses modalitats:
- Venda ferma: L'entitat intermediària facilita la venda i adquireix el compromís de quedar-se amb els títols que no quedin venuts, és la modalitat preferida per les empreses però també la més cara.
- Venda a comissió: L'entitat intermediària cobra una comissió per títol venut, però no en garanteix la venda.
  - Acord stand by: venda a comissió i compromís d'adquisició a preu especial dels no venuts.

L'actuació dels bancs d'inversió en aquestes operacions són bàsicament dos, serveixen com a intermediari entre els emissors dels títols i els possibles subscriptors i serveixen també com a consellers financers en matèria de preu emissió i del moment més adequat per al llançament.